# Willi Mathiszik
Willi Mathiszik (* 17. Juni 1984 in Rostock) ist ein ehemaliger deutscher Leichtathlet, Trainer und Sportfunktionär. Seine Spezialdisziplin war der 110-Meter-Hürdenlauf.

## Leben
Mathiszik kam durch eine Talentsichtung zur Leichtathletik und besuchte das Sportgymnasium in Rostock. Er wurde 2003 Deutscher Jugendmeister über 60 Meter Hürden und qualifizierte sich im selben Jahr für die U20-Europameisterschaften in Tampere. 2005 wurde er in seiner Geburtsstadt Deutscher Juniorenmeister. Im selben Jahr errang er seinen bis dahin größten Erfolg mit dem Gewinn der Silbermedaille bei den U23-Europameisterschaften in Erfurt.
Mathisziks erster Einsatz im Trikot der deutschen Nationalmannschaft war 2008 bei den Hallenweltmeisterschaften 2008 in Valencia, wo er das Halbfinale erreichte. Ein Jahr später folgte der 9. Platz bei den Halleneuropameisterschaften 2009 in Turin.
In seiner Karriere startete Willi Mathiszik für den SC Empor Rostock, später 1. LAV Rostock, das LAZ Leipzig. Seine Trainer waren Dagmar Thoms und Peter Schörling in Rostock und Cheick-Idriss Gonschinska in Leipzig. Ab 2010 startete er für den TV Wattenscheid 01. In seiner ersten Saison für den Verein aus Bochum verletzte er sich und konnte trotz erfüllter Qualifikationsnorm nicht an den Europameisterschaften teilnehmen. Nach überstandener Heilung konnte Mathiszik im Jahr 2011 wieder starten und wurde vom Deutschen-Leichtathletik-Verband für die Weltmeisterschaften nominiert. Im südkoreanischen Daegu qualifizierte er sich nach einem Lauf gegen den ehemaligen Olympiasieger und Weltmeister, Liu Xiang, für das Halbfinale, in dem er Achter wurde.
Nach wiederholt schweren Verletzungen im Rückenbereich, wodurch er die Olympischen Spiele 2012 in London verpasste, und einem schweren Trainingsunfall beendete Mathiszik Ende 2013 seine Karriere.
Er schloss ein Diplomstudium zum Trainer beim DLV und an der Trainerakademie des DOSB in Köln 2018 ab und war aktiv als Techniktrainer für die Hürdenläufer Alexander John und Erik Balnuweit. Seit Februar 2016 war er beim Berliner Leichtathletik-Verband als Landestrainer für den Bereich Sprint/Hürde verantwortlich.

Seit Mai 2017 war er auch für die Koordination des Bundesstückpunkts in Berlin für den DLV zuständig.
Als Trainer konnte er einige Erfolge im Hürdenlauf verbuchen. Zu seinen Athleten zählen die Deutsche U23-Meisterin Vanessa Hammerschmidt, die U18-Europameisterin Gisele Wender. und der Deutsche U16-Meister und U18-Deutsche Rekordhalter Gavin Claypool.
Aktuell ist er Leistungssportdirektor in Thüringen und lebt in Burgdorf bei Hannover.
Dazu ist er seit 2023 ehrenamtlich als Vizepräsident im Thüringer Leichtathletik-Verband engagiert.

## Erfolge als Athlet
- 2001 Deutscher U18-Hallenrekord 60 m Hürden
- 2001 Deutscher U18-Hallenrekord 200 m
- 2003 Deutscher Jugendmeister Halle 60 m Hürden
- 2005 Deutscher Juniorenmeister 110 m Hürden
- 2005 Vizejunioreneuropameister 110 m Hürden
- 2007 Deutscher Vizemeister 60 m Hürden
- 2008 Halbfinale Weltmeisterschaften 60 m Hürden
- 2009 Halbfinale Europameisterschaften 60 m Hürden
- 2010 Deutscher Meister 4 × 200 m
- 2011 Halbfinale Weltmeisterschaften 110 m Hürden

## Erfolge als Trainer
- 2017 Deutsche Meisterin U18 (Gisele Wender/400 m Hürden)
- 2017 3. Platz U18-Weltmeisterschaften (Gisele Wender/400 m Hürden)
- 2018 Deutsche Juniorenmeisterin (Vanessa Hammerschmidt/100 m Hürden)
- 2018 Deutsche Meisterin U18 (Gisele Wender/400 m Hürden)
- 2018 Europameisterin U18 (Gisele Wender/400 m Hürden)
- 2019 Deutsche Meister U16 (Gavin Claypool/80 m Hürden)
- 2021 Deutscher U18-Hallenrekord (Gavin Claypool/60 m Hürden)

## Trivia
Willi Mathiszik stellte an einem Tag deutsche Rekorde in zwei verschiedenen Disziplinen auf. Dies gelang ihm am 21. Dezember 2001 bei einem Wettkampf in Neubrandenburg, wo er über 60 Meter Hürden in 7,83 s und über die 200 Meter in 21,59 s Rekorde für die U18-Altersklasse lief.

## Persönliche Bestzeiten
- 110 Meter Hürden: 13,48 s, 30. Juli 2011 in Fribourg
- 60 Meter Hürden (Halle): 7,65 s, 17. Februar 2008 in Leipzig